# 浜田県
浜田県（はまだけん）は、1871年（明治4年）に石見国、隠岐国内の幕府領、旧浜田藩領を管轄するために明治政府によって設置された県。管轄地域は現在の島根県石見地方、隠岐諸島。本項では前身の隠岐県（おきけん）、大森県（おおもりけん）についても記す。

## 概要
江戸時代、隠岐国一円は幕府領、石見国は浜田藩、津和野藩のほか、石見銀山周辺の幕府領を管轄する大森代官所によって支配されていた。しかし、幕末に長州藩の侵攻を受けて浜田藩が鶴田藩に移封となり、大森代官所の管轄地域と合わせて長州藩の支配下に置かれた。
1869年（明治2年）2月、松江藩が預かっていた隠岐国一円の幕府領を管轄する隠岐県が発足。わずか半年後に県庁を大森代官所に移転して大森県となり、石見国内の長州藩の支配地域を管轄地域に加えた。
1870年（明治3年）、大森県は県庁を那賀郡浅井村（現浜田市）に移転して浜田県に改称。翌1871年（明治4年）には廃藩となった津和野藩を編入して石見国一円を管轄することとなり、翌年の第1次府県統合でも存続した。しかし、隠岐国は出雲国3県の合併によって新設された島根県に合併されることとなり浜田県から分離。残部も1876年（明治9年）の第2次府県統合により島根県に合併されて廃止された。なお、浜田県県令の佐藤信寛は退任後ほどなく島根県県令に就任している。

## 沿革
- 1869年（明治2年）
  - 2月25日 - 明治政府が周吉郡（現在の隠岐郡隠岐の島町旧西郷町）に松江藩預所となっていた隠岐国一円を管轄する隠岐県を設置。
  - 8月2日 - 隠岐県が県庁を邇摩郡佐摩村大森（現在の大田市大森町ハ51-1）の大森代官所に移転して大森県に改称。
- 1871年（明治4年）
  - 6月25日 - 廃藩となった津和野藩を編入。大森県が県庁を那賀郡浅井村（現在の浜田市浅井町）に移転して浜田県に改称。
  - 11月15日 - 第1次府県統合により隠岐国が島根県に合併。
- 1876年（明治9年）4月18日 - 第2次府県統合により島根県に合併。同日浜田県廃止。

## 管轄地域

### 第1次府県統合以前
津和野藩を編入する前の範囲を示す。ただし、一部と記している郡の残部はすべて津和野藩領である。
- 隠岐国一円（松江藩預所）
  - 海士郡 - 8村
  - 知夫郡 - 5村
  - 穏地郡 - 16村
  - 周吉郡 - 32村
- 石見国
  - 安濃郡 - 30村（大森代官所）
  - 邇摩郡 - 46村（同上）
  - 那賀郡のうち - 90村（大森代官所14村、浜田藩領80村）
  - 邑智郡のうち - 100村（大森代官所54村、浜田藩領46村）
  - 美濃郡のうち - 50村（大森代官所1村、浜田藩領49村）
  - 鹿足郡のうち - 5村（大森代官所）

### 第1次府県統合以降
- 石見国一円

## 歴代知事

### 隠岐県
- 1869年（明治2年）2月25日 - 1869年（明治2年）7月17日 ： 知事・真木益夫（前弁事出仕、元久留米藩士）
- 1869年（明治2年）7月17日 - 1869年（明治2年）8月2日 ： 権知事・真木益夫（前隠岐県知事）

### 大森県
- 1869年（明治2年）8月2日 - 1870年（明治3年）1月9日 ： 権知事・真木益夫（前隠岐県権知事）

### 浜田県
- 1870年（明治3年）1月9日 - 1870年（明治3年）9月5日 ： 権知事・真木益夫（前大森県権知事）
- 1870年（明治3年）9月5日 - 1871年（明治4年）11月15日 ： 権知事・佐藤信寛（元山口藩士）
- 1871年（明治4年）11月15日 - 1874年（明治7年）8月15日 ： 権令・佐藤信寛（前浜田県権知事）
- 1874年（明治7年）8月15日 - 1876年（明治9年）4月18日 ： 県令・佐藤信寛（前浜田県権令）